# Tramvajski prijevoz u Dubrovniku
Električni tramvaj u Dubrovniku prometovao je od 1910. do 1970. Vozio je na relaciji Pile – Gruž (koji u vrijeme pokretanja tramvaja nije bio sastavni dio Dubrovnika) i Pile – Lapad, koja je naknadno izgrađena 1928.

## Povijest
Gradnjom uskotračne pruge Brod – Bosanski Brod – Doboj – Sarajevo te Sarajevo – Metković (Ploče), kao i pruge Gabela – Zelenika (s odvojkom prema Dubrovniku), Dubrovnik dobiva na značaju u tadašnjoj Austro-Ugarskoj. Izgradnja pruge je potakla i ideju o povezivanju Gruža i Pila, a s obzirom na to da je Gruž u to vrijeme bio luka ali i periferija grada. Prva pretpostavka za ostvarenje ove ideje bila je izgradnja i početak rada elektrane u Dubrovniku 1. lipnja 1901. Već 1905. je osnovan Odbor za gradnju električnog tramvaja. Gradnja je napravljena (za to vrijeme) u rekordnom roku od 48 radnih dana. Širina kolosijeka bila je 760 mm. Od tvrtke "Grazer Wagonen und Maschinenfabrik" iz Graza nabavljeno je pet motornih kola (označenih brojevima od 1 do 5), tri zatvorene prikolice (označene brojevima 21, 22 i 23) te kolni ormar i kolni slog.
Pogodbu između Općine i Dubrovačke električne željeznice potpisali su za Općinu dr. Ivo Degiulli i dr. Mato Gracić, a od strane DEŽ-e predstavnici Luko Bona i Mato Šarić. Ugovor je odobrilo Općinsko vijeće 16. III. 1913., a dokument je ovjerio Zemaljski odbor Dalmacije u Zadru 1. VIII. 1913.

## Prometovanje tramvaja
Promet je pušten u pogon 22. prosinca 1910. Postojale su dvije tramvajske linije: Linija br. 1 od Pila do kolodvora (željezničke stanice) te Linija br. 2 od Pila do Lapada (hotela Kompas).U motorna kola putnici su ulazili na stražnjoj, a izlazili na prednjoj platformi, dok su u prikolicu su ulazili sa svih strana. 
Uoči Prvog svjetskog rata postojala je zamisao da se pruga produži od Pila do Ploča. Bila su osigurana i znatna sredstva za to, međutim, ta zamisao nikada nije realizirana.
Zanimljivosti vezane za dubrovački tramvaj su da je od samog početka prometovanja postojao je i vagon za poštu, a mogle su se naručiti i posebne tramvajske vožnje izvan voznog reda.

## Kraj prometovanja
Zbog dotrajalosti i otkazivanja kočnica, 7. ožujka 1970. dogodila se prometna nesreća u kojoj je tramvaj garažnog broja 5 iskočio iz tračnica. Tom prilikom poginuo je jedan putnik, a četrnaest ih je bilo ozlijeđeno. Dva dana nakon nesreće promet na relaciji Pile – Bolnica je obustavljen, a 20. ožujka iste godine tramvajski promet u Dubrovniku je potpuno obustavljen.
Jedna garnitura motornih kola (br. 7) s otvorenom prikolicom (br. 23) iz 1912. danas je izložena u Tehničkom muzeju u Zagrebu.
U tramvajskom muzeju u Grazu izložena je obnovljena prikolica/bajvagen br. 25, a motorna kola br. 1 stoje spremljena u skladištu u Ferlachu. Motorna kola br. 10 i dvije prikolice (br 27 i 28) nalaze se u Komolcu pored Dubrovnika.

## Vanjske poveznice
- Dubrovački tramvaj  Arhivirana inačica izvorne stranice od 9. veljače 2005. (Wayback Machine)
- Dubrovački tramvaj u Tehničkom muzeju u Zagrebu  Arhivirana inačica izvorne stranice od 7. prosinca 2013. (Wayback Machine)